# DOEACC
DOEACC (Department of Electronics Accreditation of Computer Courses) はインドのIT省が認定する教育機関の制度。
Department of Electronicsは「電子省」だが、現在は「IT省」と呼ばれることが多い。つまり「IT省のコンピューターコース認定」がDOEACCの意味。

## 日本における意義
日本の情報処理技術者試験と相互認証されている。上記の教育機関群の卒業生だけを対象にIT省が試験を行い、その合格者は日本では基本情報処理技術者と同等とされている。インドの技術者が日本で働くためにビザを取る際には、この試験に合格していることが必須条件となっている。試験にはレベルO、A、B、Cの四種があり、日本の試験と相互認証されているのは、このうちのレベルA、BおよびCである。